# 1764年の相撲
1764年の相撲（1764ねんのすもう）は、1764年の相撲関係のできごとについて述べる。

## 本場所など
- 3月場所（江戸相撲）[1]
  - 興行場所:浅草蔵前八幡宮社内
  - 4月27日（旧3月27日）より晴天8日間興行
- 5月場所（大坂相撲）[2]
  - 興行場所:堀江
  - 6月14日（旧5月15日）より興行
- 6月場所（京都相撲）[3]
  - 興行場所:二条川東
- 10月場所（江戸相撲）[3]
  - 興行場所:深川八幡
  - 11月13日（旧10月20日）より晴天8日間興行